# مطاية (السبرة)

تعديل مصدري - تعديل

مطاية هي إحدى قرى عزلة مطاية بمديرية السبرة التابعة لمحافظة إب، بلغ تعداد سكانها 836 نسمة حسب تعداد اليمن لعام 2004.